# Glorieta Virgen de los Reyes (Sevilla)

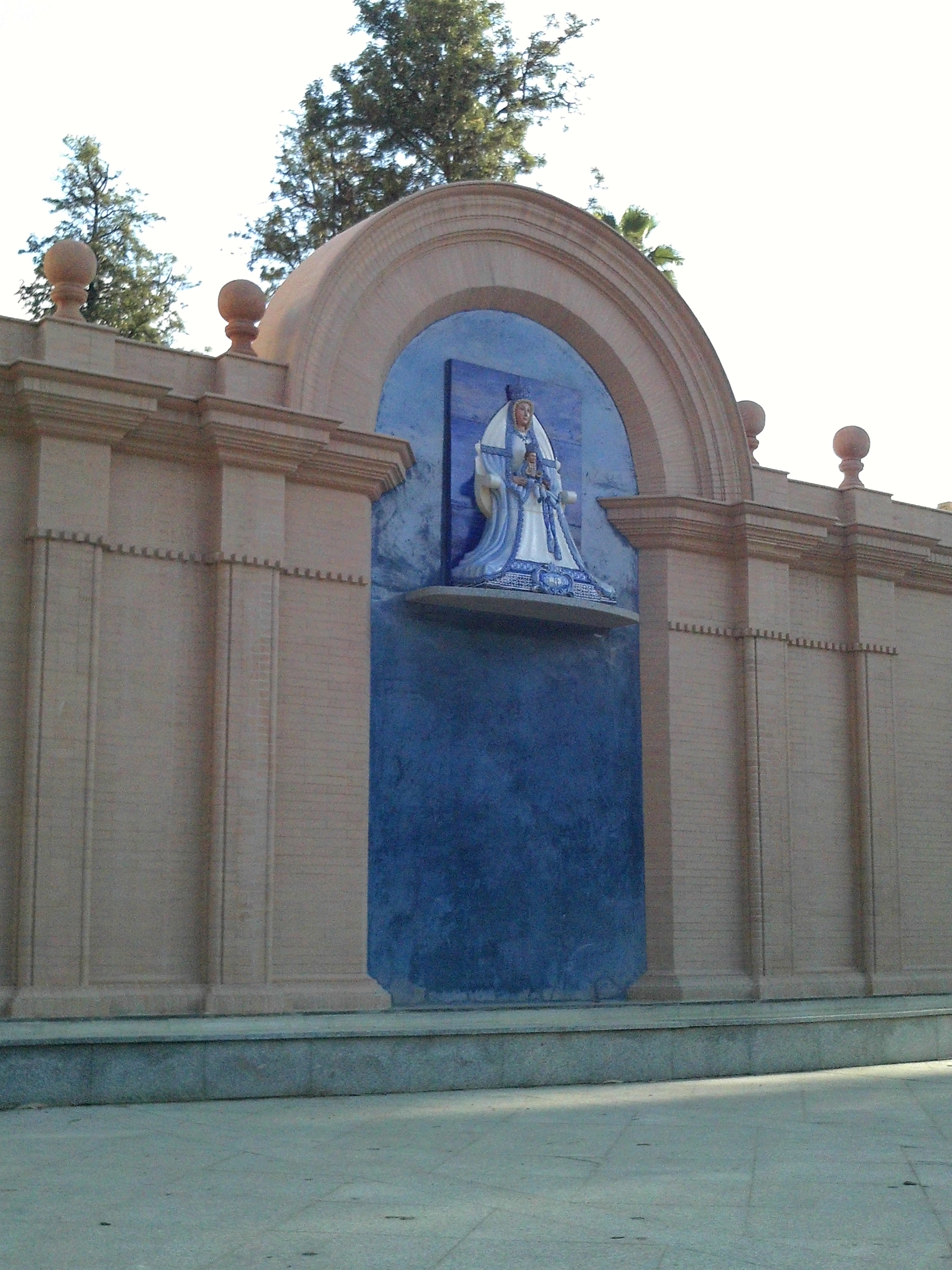
La Virgen de los Reyes de cerámica.

La glorieta Virgen de los Reyes se encuentra en el parque de María Luisa, Sevilla, Andalucía, España. Está detrás del Museo Arqueológico Provincial. 

## Historia
Esta glorieta es otra de las que le fueron añadidas al parque para la Exposición Iberoamericana de 1929. Se realizó en 1921.  La glorieta fue desmontada en la década de 1940 y en 2014 fue reconstruida por completo.
En el centro hay una representación de la Virgen de los Reyes, en un lado hay un azulejo con las santas Justa y Rufina con la Giralda y en el otro lado otro azulejo con san Fernando, san Isidoro y san Leandro (los mismos que aparecen en el escudo de Sevilla).
Posee también una pista deportiva.